# 戸来村
戸来村（へらいむら）は、かつて青森県にあった村である。現在の同県三戸郡新郷村大字戸来。
なお本項では、合併後の新郷村にある大字戸来についても述べる。

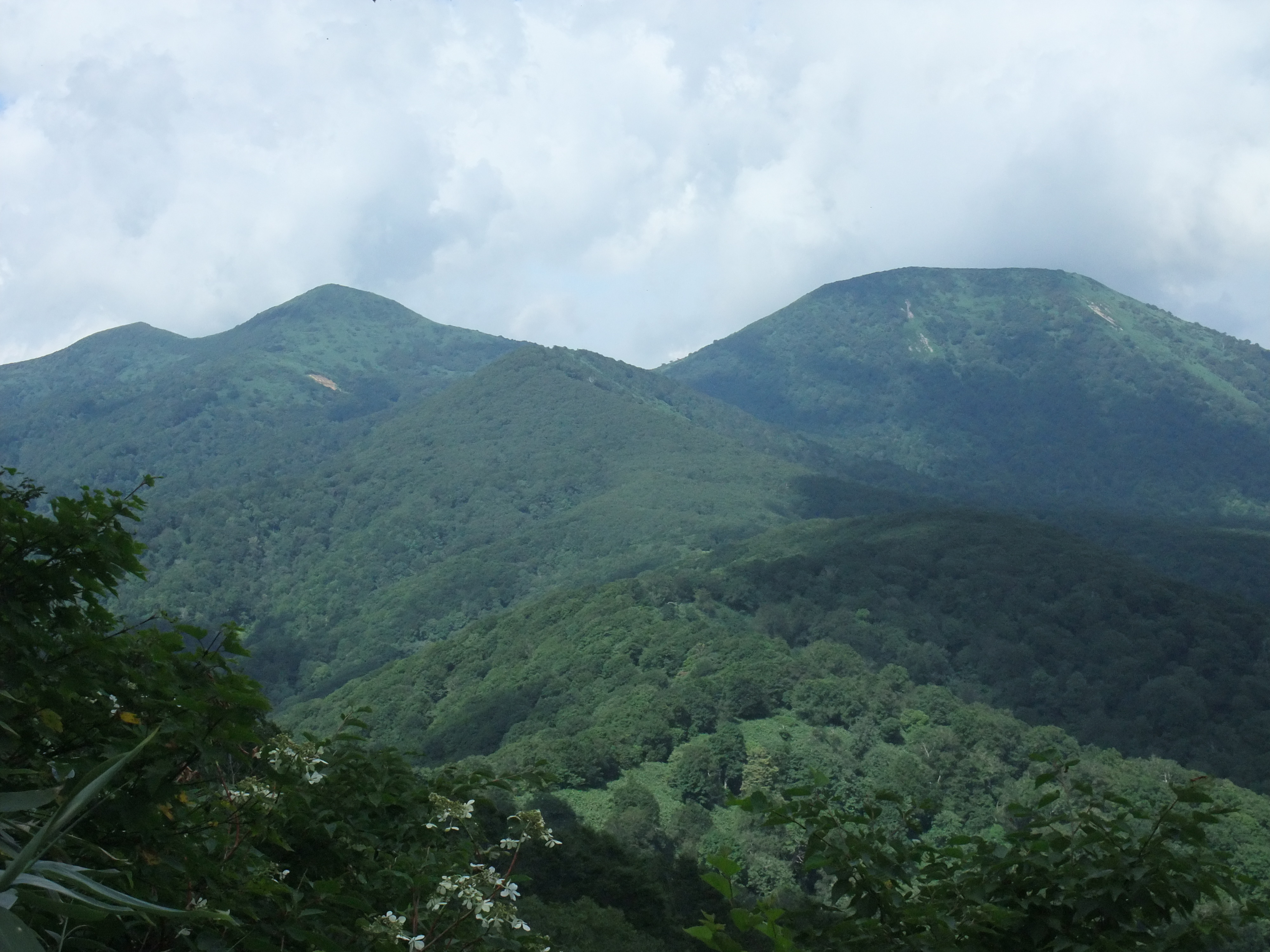
戸来岳（左、2010年撮影）。

## 歴史
- 紀元前3世紀（縄文時代） - 字野月、字大久保、字赤坂森、字女ヶ崎、字荻沢、字田茂代に散布地跡、字獅子神に集落跡、字向落合に配石遺構がみられる[2]。
- 12世紀 - 14世紀（鎌倉時代）、糠部郡に戸来郷（へらいのごう）として存在した[3]。
- 1298年1月4日（永仁5年11月21日） - 『五戸郷々検中注進状』に「耕地5町8反2合、うち公田3町4反4合」の旨の記述[3]。
- 1634年（寛永11年） - 糠部郡が4分割し、戸来村は三戸郡に属する。幕末までは知行地である[3]。
- 1889年（明治22年）4月1日 - 町村制施行により三戸郡戸来村が村制施行し、戸来村が発足。
- 1955年（昭和30年）7月29日 - 三戸郡野沢村（一部）と合併して新郷村を新設し、自治体として消滅。新郷村大字戸来となる。

## 地域

### 教育

#### 小学校
- 戸来村立戸来小学校
- 戸来村立川代小学校
- 戸来村立小坂小学校
- 戸来村立金ヶ沢小学校
- 戸来村立田茂代小学校

#### 中学校
- 戸来村立川代中学校
- 戸来村立小坂中学校
- 戸来村立戸来中学校

※合併後の廃統合については「新郷村#教育」を参照。

### 郵便
- 戸来郵便局 - 1882年（明治15年）、戸来ノ内金ケ沢郵便局として開設。

## 大字戸来
新郷村を構成する2つの大字のうちの一つである。村の北部に位置しており、十和田市との境界となっている。
地域を東西に貫く国道454号沿いに集落が形成されている。

### 地理
- 戸来岳 - 西部
- 十和利山 - 西部
- 五戸川
- 三川目川 - 五戸川支流

### 字
99の小字がある。
- 赤坂森（あかさかもり）
- 雨池（あまいけ）
- 荒巻（あらまき）
- 石無坂（いしなしざか）
- 後川原（うしろかわら）
- 宇藤坂下（うとうさかした）
- 扇ノ沢（おうぎのさわ）
- 扇ノ沢家ノ下（おうぎのさわいえのした）
- 扇ノ沢北向（おうぎのさわきたむき）
- 大久保（おおくぼ）
- 大久保長根（おおくぼながね）
- 落合（おちあい）
- 掛畑（かけはた）
- 桂橋向（かつらばしむかい）
- 金ケ沢（かねがさわ）
- 金ケ沢坂ノ下（かねがさわさかのした）
- 金ケ沢下モ平（かねがさわしもたい）
- 金ケ沢尻（かねがさわじり）
- 金ケ沢森ノ下（かねがさわもりのした）
- 上川原（かみかわら）
- 上後藤（かみごとう）
- 上栃棚（かみとちたな）
- 上栃棚前（かみとちたなまえ）
- 上栃棚森ノ下（かみとちたなもりのした）
- 川台（かわだい）
- 川代坂ノ上（かわだいさかのうえ）
- 川代下モ平（かわだいしもたい）
- 北向（きたむき）
- 鞍掛沢（くらかけざわ）
- 倉沢出口（くらさわでぐち）
- 小坂（こさか）
- 小坂下（こさかした）
- 小坂ノ上（こさかのうえ）
- 小坂前（こさかまえ）
- 小沢平（こさわたい）
- 小又長根（こまたながね）
- 笹森（ささもり）
- 左部長根（さぶながね）
- 沢口（さわぐち）
- 沢出口（さわでぐち）
- 沢向（さわむかい）
- 鹿田（しかだ）

- 鹿田山ノ下（しかだやまのした）
- 篠谷地（しのやち）
- 下後渡（しもごと）
- 下丹母（しもたんぼ）
- 下栃棚上（しもとちたなうえ）
- 白籏（しらはた）
- 新田（しんでん）
- 重堂（じゅうどう）
- 銭神（ぜにがみ）
- 高畑下（たかはたした）
- 滝沢（たきさわ）
- 舘神（たてがみ）
- 舘ノ上（たてのうえ）
- 舘向（たてむかい）
- 田中（たなか）
- 田中家ノ下タ（たなかいえのした）
- 田茂代（たもだい）
- 田茂代家ノ下モ（たもだいいえのしも）
- 田茂代家ノ向（たもだいいえのむかい）
- 丹内沢（たんないざわ）
- 寺久保（てらくぼ）
- 栃棚ノ上（とちたなのうえ）
- 中里家ノ浦（なかさといえのうら）
- 中里家ノ下モ（なかさといえのしも）
- 中野（なかの）
- 中野平（なかのたい）
- 長峯（ながみね）
- 長峯家ノ下（ながみねいえのした）

- 縄代沢口（なわしろさわぐち）
- 西沢口（にしざわぐち）
- 沼田（ぬまた）
- 野月（のづき）
- 羽井内家ノ上（はいないいえのかみ）
- 羽井内家ノ下モ（はいないいえのしも）
- 橋ノ下（はしのした）
- 鉢森（はちもり）
- 早坂（はやさか）
- 林ノ上（はやしのうえ）
- 林ノ下（はやしのした）
- 馬場谷地（ばばやち）
- 東袋（ひがしぶくろ）
- 人馬鹿平（ひとばかたい）
- 風呂前（ふろまえ）
- 盆台（ぼんだい）
- 前鹿田（まえしかだ）
- 曲戸ノ上（まがとのうえ）
- 曲戸前（まがとまえ）
- 操久保（またくぼ）
- 松森（まつもり）
- 水上（みずがみ）
- 三嶽下（みたけした）
- 向落合（むかいおちあい）
- 向谷地（むかいやち）
- 六ツ橋（むつはし）
- 女ケ崎（めがさき）
- 森ノ上（もりのかみ）
- 八ツ役（やつやく）

### 交通

#### 鉄道
- 当地域内に鉄道路線は無い。鉄道を利用する場合の最寄駅は、青い森鉄道の三戸駅となる。

#### バス
- 新郷村営バスみずばしょう号 羽井内方面線・北川目方面線[6]
- 南部バス 五戸営業所
  - 【160】金ヶ沢行き

#### 道路
国道
- 国道454号

県道
- 青森県道21号田子十和田湖線
- 青森県道45号十和田三戸線
- 青森県道145号戸来十和田線
- 青森県道216号戸来岳貝守線
- 青森県道218号栃棚手倉橋線
- 青森県道220号石無坂鹿田線

### 施設
- 新郷村役場
- 新郷村立戸来小学校
- 新郷村立新郷中学校
- 新郷郵便局
- 八戸農業協同組合新郷支店
- 八戸地域広域市町村圏事務組合消防本部 五戸消防署西分遣所
- 新郷村北老人福祉センター
- 新郷村西老人福祉センター

## 名所・旧跡
縄文時代からの遺跡がある。
- 戸来館 - 中世以来、大字舘（現在の字舘神）にあった城館であり、村の中心として同村役場が置かれた場所。
- 長泉寺 - 中世の寺社、現在の字獅子神に史跡がある。

## 舞台にした作品

### 漫画
- いしかわじゅん 『約束の地』